# Tullamore
Tullamore (Irsk: Tulach Mhór) er en irsk by i County Offaly i provinsen Leinster, i den centrale del af Republikken Irland med en befolkning (inkl. opland) på 12.927 indb i 2006 (11.098 i 2002).
Byen er kendt for at være hjemsted for den irske whiskey Tullamore Dew, der i dag fremstilles på et destilleri lidt uden for byen.